# هایانیست
هایانیست (به ارمنی: Հայանիստ) یک شهر در ارمنستان است که در استان آرارات واقع شده‌است. هایانیست در  کیلومتری شمال آرتاشات، مرکز استان آرارات واقع شده است.

## خصوصیات
هایانیست ۲٬۲۰۶ نفر جمعیت دارد و در ارتفاع  متر بالاتر از سطح دریا قرار گرفته است.